# Дуплин
Дуплин (словац. Duplín) — село в Словаччині, Стропковському окрузі Пряшівського краю. Розташоване в північно-східній частині Словаччини, біля р. Ондава.
Уперше згадується у 1379 році.

## Пам'ятки
У селі є римо-католицький костел Воздвиження святого Хреста з 1861 року в стилі неокласицизму, з 1988 року національна культурна пам'ятка.

## Населення
| Рік:            | 1994. | 2004.   | 2014.    | 2024.   |
| --------------- | ----- | ------- | -------- | ------- |
| Кількість осіб: | 494   | 452     | 531      | 514     |
| Різниця:        |       | -8,50 % | +17,47 % | -3,20 % |

| Рік:            | 2023. | 2024.   |
| --------------- | ----- | ------- |
| Кількість осіб: | 506   | 514     |
| Різниця:        |       | +1,58 % |

В селі проживає 468 осіб.
Національний склад населення (за даними останнього перепису населення — 2001 року):
- словаки — 97,50%
- русини — 1,67%
- чехи — 0,42%

Склад населення за приналежністю до релігії станом на 2001 рік:
- римо-католики — 82,71%,
- греко-католики — 12,50%,
- православні — 3,54%,
- не вважають себе віруючими або не належать до жодної вищезгаданої церкви: 1,25%